# フランク・ホーヴァット
フランク・ホーヴァット（Frank Horvat、1928年4月28日 - 2020年10月21日）は、イタリア出身の写真家。

## 生涯
ホーヴァットは1928年にイタリアのアッバツィア（現在はクロアチアのオパティア）に生まれた。その後、第二次世界大戦中に家族とともにスイスに亡命。戦争終了後、イタリアに戻った。
1940年代半ばには写真の撮影を始める。
1950年代初めからフリーの写真家として活躍。当初、報道系の写真を志向し、ライフなどの雑誌で活動するが、やがてファッション系の写真へ重心を移していった。具体的な雑誌名としては、Elleやヴォーグ。
1960年代には、ハーパース・バザーへと移り、1970年代後半まで活躍。1959年から1961年までは、マグナム・フォトのassociate memberでもあった。
フランク・ホーヴァットは2020年に死去している。

## 写真集
- Frank Horvat, Fifty-one Photographs in Black & Whie, Stockport [Deni Lweis], 1998

## 書籍
- Photographers A-Z, Hans-Michael Koetzle, Taschen, 2011, 978-3-865-1109-4（179ページ）
- PHOTO: BOX（フォトボックス） 世界のフォトグラフィ　1826-2008（編集：ロベルト・コッチ（Roberto Koch）、翻訳：小林美香、青幻舎、2010年）1958年の作品（Givenchy Hat）が「ファッション」のパートに掲載されている